# Shapes of Things
Singles de The Yardbirds
Evil Hearted You
(1965) Over Under Sideways Down
(1966)
Shapes of Things est une chanson du groupe de rock britannique The Yardbirds sortie en single en février 1966. Avec son solo de guitare aux accents orientaux plein de feedback et le message écologique et pacifiste de ses paroles, elle constitue l'un des premiers exemples de rock psychédélique.
Le groupe enregistre cette chanson au cours de plusieurs séances dans des studios américains. À sa sortie, Shapes of Things se classe no 3 des ventes au Royaume-Uni. Elle entre également dans le Top 10 aux États-Unis et au Canada. Par la suite, les Yardbirds l'interprètent fréquemment en concert.
Après son départ du groupe, le guitariste Jeff Beck enregistre une nouvelle version de la chanson pour son premier album solo, Truth. Dans ces nouveaux arrangements, Shapes of Things y apparaît comme une préfiguration du heavy metal.

## Histoire

### Contexte
À la fin de l'année 1965, les Yardbirds ont publié trois albums et plusieurs singles. À l'exception de quelques faces B, leur répertoire se compose d'adaptations de standards du blues ou du rhythm and blues, avec quelques chansons écrites par des compositeurs extérieurs. Leur dernière apparition dans le Top 40 est une reprise de I'm a Man de Bo Diddley enregistrée aux studios de Chess Records, à Chicago, durant la première tournée américaine du groupe, en septembre 1965. Ils ont à nouveau l'occasion d'y passer lors de leur deuxième tournée aux États-Unis, en décembre de la même année. Le batteur Jim McCarty et le guitariste Jeff Beck rapportent par la suite que les Yardbirds s'efforcent de développer un nouveau son qui s'éloigne du rhythm and blues,. 

### Enregistrement
Durant l'un de leurs passages dans les studios Chess (le premier selon certaines sources, dont le producteur et manager Giorgio Gomelsky, le second selon d'autres), les Yardbirds enregistrent en l'espace de deux jours la piste instrumentale de Shapes of Things avant de poursuivre leur tournée. Ils reprennent le travail sur cette chanson peu après leur arrivée à Hollywood lors de deux séances, d'abord aux studios Columbia le 7 janvier 1966, puis aux studios RCA le 10. le chanteur Keith Relf apporte les paroles et la mélodie de la chanson. Grâce à l'enregistrement multipiste, il peut ajouter des harmonies à la partie vocale en l'enregistrant deux fois.
Beck interprète son solo de guitare sur une Fender Esquire de 1954 qu'il a achetée juste avant le début de la tournée. Le guitariste n'est pas satisfait de ses tentatives successives, si bien que le solo final est en réalité issu de plusieurs pistes fusionnées.

### Parution et accueil
Shapes of Things est publiée en 45 tours aux États-Unis et au Royaume-Uni le même jour, le 25 février 1966. La version britannique, publiée par Columbia, présente en face B You're a Better Man Than I, tandis que la version américaine, publiée par Epic, a d'abord en face B I'm Not Talking, qui est remplacée le 25 mars par New York City Blues. Le single se classe no 3 des ventes au Royaume-Uni et no 11 aux États-Unis.
La chanson figure sur plusieurs compilations des Yardbirds, à commencer par The Yardbirds Greatest Hits, le premier best of américain du groupe, publié début 1967. En 1971, une version enregistrée lors du concert donné par les Yardbirds le 30 mars 1968 au Anderson Theatre de New York avec Jimmy Page, le remplaçant de Beck, est publiée sur l'album Live Yardbirds: Featuring Jimmy Page. Publié sans l'autorisation des membres du groupe par Epic Records, cet album est rapidement retiré de la circulation. Ce concert est publié à nouveau en 2017 sous le titre Yardbirds '68, cette fois avec l'accord des Yardbirds survivants. Le coffret Glimpses 1963–1968, publié en 2011, inclut sept versions live de la chanson. En 2003, les Yardbirds réunis publient une nouvelle version de la chanson sur l'album Birdland avec Steve Vai à la guitare.

### Postérité
Shapes of Things a été reprise par :
- Jeff Beck sur l'album Truth (1968) ;
- David Bowie sur l'album Pin Ups (1973) ;
- Nazareth sur l'album Rampant (1974) ;
- Gary Moore sur l'album Victims of the Future (1983) ;
- The Black Crowes avec Jimmy Page sur l'album Live at the Greek (2000) ;
- Rush sur l'EP Feedback (2003) ;
- Black Stone Cherry sur l'album Black Stone Cherry (2006) ;
- Scorpions sur l'édition japonaise de l'album Comeblack (2011) ;
- Deep Purple sur l'album Turning to Crime (2021).

## Fiche technique

### Chansons
| 1. | Shapes of Things           | Jim McCarty, Keith Relf, Paul Samwell-Smith | 2:24 |
| 2. | You're a Better Man Than I | Mike Hugg, Brian Hugg                       | 3:15 |

| 1. | Shapes of Things | Jim McCarty, Keith Relf, Paul Samwell-Smith | 2:24 |
| 2. | I'm Not Talking  | Mose Allison                                | 2:30 |

| 1. | Shapes of Things    | Jim McCarty, Keith Relf, Paul Samwell-Smith | 2:24 |
| 2. | New York City Blues | Keith Relf                                  | 4:17 |

### Interprètes
- Jeff Beck : guitare solo
- Chris Dreja : guitare rythmique
- Jim McCarty : batterie
- Keith Relf : chant
- Paul Samwell-Smith : basse

### Classements et certifications
| Classement                     | Meilleure position |
| ------------------------------ | ------------------ |
| Canada (RPM)                   | 7                  |
| États-Unis (Billboard Hot 100) | 11                 |
| États-Unis (Cashbox Top 100)   | 10                 |
| Royaume-Uni (UK Singles Chart) | 3                  |